# Rostfarbener Teppichhai
Der Rostfarbene Teppichhai (Parascyllium ferrugineum, Syn.: Parascyllium multimaculatum) ist ein Echter Hai aus der Familie der Kragenteppichhaie. Er lebt vor der Südküste Australiens und um Tasmanien.

## Merkmale
Die Art ist sehr langgestreckt und schlank und erreicht eine Länge von 80 cm. Sie trägt eine unauffällige, dunklere Färbung in der Form eines Halsbands auf Höhe der Kiemen, manchmal mit drei bis vier schwarzen Flecken. Der Körper ist graubraun mit großen, dunkelbraunen Flecken, auch auf den Flossen.

## Lebensweise
Der Rostfarbene Teppichhai lebt auf dem Kontinentalschelf in Tiefen bis 150 m in Grundnähe, in küstennahen Riffen und Flussmündungen. Er versteckt sich tagsüber in Höhlen und jagt nachts bodenbewohnende Krustentiere sowie Weichtiere. Er ist ovipar und legt im Sommer Eier in gelben Hüllen mit Tentakeln ab. Für die Fischerei ist er von keinem Interesse, findet sich aber gelegentlich als Beifang.